# اتحاد النقابات العمالية الألماني
اتحاد النقابات العمالية الألماني ( دي جي بي) هو منظمة مظلة (يعرف أحيانا باسم أ المركز النقابي الوطني) لمدة ثمانية الألمانية نقابات العمال، في المجموع يمثل أكثر من 6 مليون شخص (31 ديسمبر 2011). تأسست في ميونخ، 12 أكتوبر 1949.
ينسق اتحاد النقابات العمالية الألماني المطالب والأنشطة المشتركة داخل الحركة النقابية الألمانية. وهي تمثل النقابات الأعضاء في اتصال مع السلطات الحكومية والأحزاب السياسية ومنظمات أصحاب العمل. ومع ذلك ، فإن المنظمة الجامعة لا تشارك بشكل مباشر في المفاوضة الجماعية ولا تبرم اتفاقيات عمل جماعية.
ينتخب مندوبو الاتحاد لجانا لـ 9 مناطق و 66 منطقة والمركز الفيدرالي. تعقد المنظمة مؤتمرا اتحاديا كل أربع سنوات. تحدد هذه الجمعية إطار السياسات النقابية وتنتخب خمسة مديرين تنفيذيين اتحاديين. جنبا إلى جنب مع رؤساء النقابات الأعضاء التي تشكل اللجنة التنفيذية لبنك دبي الألماني. يشكل أعضاء اللجنة التنفيذية ، جنبا إلى جنب مع الرؤساء الإقليميين لبنك دبي الألماني و 70 مندوبا من النقابات ، مجلسا اتحاديا يجتمع مرة واحدة في السنة لاتخاذ القرارات بشأن القضايا الوطنية. لدى بنك دبي الألماني أيضا منظمة شبابية ، دي جي بي-جوجند.
يقع مقر اتحاد النقابات العمالية الألماني في برلين. وهو عضو في الاتحاد الأوروبي لنقابات العمال (إيتوك) و الاتحاد الدولي لنقابات العمال (الاتحاد الدولي للنقابات).

## المنظمات التابعة

### اليوم
| أعضاء نقابات المديرية العامة 2017                                 | أعضاء نقابات المديرية العامة 2017 | أعضاء نقابات المديرية العامة 2017 | أعضاء نقابات المديرية العامة 2017 | أعضاء نقابات المديرية العامة 2017 | أعضاء نقابات المديرية العامة 2017 | أعضاء نقابات المديرية العامة 2017 | أعضاء نقابات المديرية العامة 2017 |
| ----------------------------------------------------------------- | --------------------------------- | --------------------------------- | --------------------------------- | --------------------------------- | --------------------------------- | --------------------------------- | --------------------------------- |
| الاتحاد                                                           | الاتحاد                           | النساء                            | النساء                            | الرجال                            | الرجال                            | في المجموع                        | في المجموع                        |
| إيغ باوين-أغرار-أومويلت (البناء والزراعة والبيئة)                 | إيغ باو                           | 67,069                            | 26.35%                            | 187,456                           | 73.65%                            | 254,525                           | 4.25%                             |
| إيغ بيرغباو ، كيمي ، إنرجي (التعدين والكيماويات والطاقة)          | إيغ قبل الميلاد                   | 137,012                           | 21.49%                            | 500,611                           | 78.51%                            | 637,623                           | 10.64%                            |
| جيركشافت إرزيهونغ و ويسينشافت (التعليم والعلوم)                   | جيو                               | 199,529                           | 71.71%                            | 78,714                            | 28.29%                            | 278,243                           | 4.64%                             |
| إيغ ميتال (عمال المعادن)                                          | إيغم                              | 406,893                           | 17.98%                            | 1,855,768                         | 82.02%                            | 2,262,661                         | 37.74%                            |
| غويركشافت نهرونغ-جينوس-غاستست أوشتن (الأغذية والمشروبات والتموين) | نغ                                | 83,741                            | 41.89%                            | 116,180                           | 58.11%                            | 199,921                           | 3.33%                             |
| غويركشافت دير بوليزي (الشرطة)                                     | الناتج المحلي الإجمالي            | 46,032                            | 24.86%                            | 139,121                           | 75.14%                            | 185,153                           | 3.09%                             |
| آيزنبان-وفيركهرسجويركشافت (عمال السكك الحديدية)                   | إف جي                             | 41,204                            | 21.69%                            | 148,771                           | 78.31%                            | 189,975                           | 3.17%                             |
| فيرينت دينستليستونغسجويركشافت (اتحاد الخدمات المتحدة)             | فير.دي                            | 1,038,221                         | 52.24%                            | 949,115                           | 47.76%                            | 1,987,336                         | 33.15%                            |
| المديرية العامة في المجموع                                        | دي جي بي                          | 2,019,701                         | 33.69%                            | 3,975,736                         | 66.31%                            | 5,995,437                         | 100.00%                           |
| DGB-Mitgliederstruktur 2017                                       |                                   |                                   |                                   |                                   |                                   |                                   |                                   |

## الهيكل التنظيمي

### المناطق مع المناطق
- بادن-دبليو أرتمبيرغ: 4 مناطق
- بايرن: 14 منطقة
- برلين/براندنبورغ: 4 مناطق
- هيسن/ث أوكرينغن: 6 مناطق
- نيدرساشسن/بريمن/ساكسن-أنهالت: 10 مناطق
- نورد (نيدرساشسن / بريمن / ساكسن-أنهالت) : 7 مناطق
- نوردراين-ويستفالن: 11 منطقة
- ساكسن: 4 مناطق
- الغرب (راينلاند بفالز/سارلاند): 6 مناطق

## أنظر أيضاً
- قائمة النقابات العمالية
- هانز بي أوشكلر - أول رئيس للاتحاد

## الأدب
- ICTUR؛ وآخرون، المحررون (2005). Trade Unions of the World (ط. 6th). London, UK: John Harper Publishing. ISBN:0-9543811-5-7.
- F.Deppe/G.Fülberth/H.J.Harrer: Geschichte der deutschen Gewerkschaftsbewegung (ردمك 3-7609-0290-1)
- http://www.dgb.de/uber-uns/dgb-heute/

## روابط خارجية
- الموقع الرسمي باللغة الألمانية
- الموقع الرسمي باللغة الإنجليزية